# Râul Slatina, Trebiș
Râul Slatina este un curs de apă, afluent al râului Trebiș. 